# Aiden Curtiss
Aiden Curtiss (Londra, 14 febbraio 1998) è una modella britannica.

## Biografia
La popolarità è arrivata nel 2017 durante uno show di Victoria’s Secret, definita da Vogue uk una delle stelle emergenti più importante del settore. Figlia della modella Katoucha Niane e il designer Nigel Curtiss.
Ha collaborato con diversi marchi di fama internazionale come Versace, Bottega Veneta, MiuMiu, Asos e Zara.